# Лазебник Станіслав Юхимович
Станіслав Юхимович Лазебник (4 травня 1937, Кривий Ріг) — дипломат, Надзвичайний і Повноважний Посланник України, член Національної спілки журналістів України. Начальник Управління країн СНД МЗС України, Заступник Виконавчого секретаря СНД.
Відомий завдяки дипломатичній діяльності, пов'язаній з налагодженням і розвитком співпраці із закордонними українськими організаціями, роботі у сфері дипломатичного співробітництва України з країнами-учасницями Співдружності Незалежних Держав (СНД), громадській та журналістській діяльності.

## Біографія
Народився 4 травня 1937 року в м. Кривий Ріг на Дніпропетровщині.
Середню освіту здобув у м. Луцьк Волинської області.
З 1955 по 1960 рік навчався на факультеті журналістики Київського державного університету імені Т. Г. Шевченка.
З червня 1960 року по листопад 1979 року працював в Управлінні радіомовлення на зарубіжні країни Державного комітету радіомовлення та телебачення Української РСР. Пройшов шлях від кореспондента до головного редактора Головної редакції інформації та Редакції мовлення англійською мовою.
У листопаді 1979 року на пленумі Товариства зв'язків з українцями за межами України (Товариство «Україна») був обраний заступником голови правління Товариства. У листопаді 1991 року на установчій конференції Товариства був обраний головою Секретаріату цієї всеукраїнської організації.
З липня 1995 року до лютого 2003 року працював на дипломатичній роботі: заступником начальника Управління СНД Міністерства закордонних справ України, начальником згаданого управління (1995—1997 рр.), заступником Виконавчого секретаря СНД за квотою України (1997—1999 рр.), радником Посольства України в Російській Федерації (1999—2001 рр.), консультантом Управління послів з особливих доручень та головних радників МЗС України (2001—2003 рр.). У 2004—2005 рр. викладав у Київському національному університеті культури і мистецтв спецкурс «Дипломатичне забезпечення співпраці із закордонними українськими організаціями».
Автор більш як 30 книжок і брошур про Україну та українство зарубіжжя, численних публікацій у вітчизняній та закордонній українській пресі. Лауреат Міжнародної літературно-мистецької премії імені Володимира Винниченка.

### Родина
Батько — журналіст, літературознавець Юхим Лазебник (1911—2006). Син — дипломат, літературознавець Юрій Лазебник (1962—2021).

## Праці
- Станіслав Лазебник. Закордонне українство: витоки та сьогодення. 2007 р.
- Станіслав Лазебник. Роман з діаспорою. 2012 р.
- Станіслав Лазебник. Люди українського закордоння. 2016 р.
- Станіслав Лазебник. З прожитого… з відвертістю. 2023 р.

## Відзнаки
- Почесна грамота Президії Верховної Ради Української РСР.
- Почесна відзнака МЗС України ІІІ ступеня.
- Зірка «Патріот України» («За проявлений патріотизм та бездоганне служіння Україні»).